# هنري كلاي كالدويل
هنري كلاي كالدويل (بالإنجليزية: Henry Clay Caldwell)‏ هو محامي وقاضي وسياسي أمريكي، ولد في 4 سبتمبر 1832، وتوفي في 15 فبراير 1915 في الولايات المتحدة. حزبياً، نشط في الحزب الجمهوري. وقد انتخب قاضي محكمة الاستئناف الأمريكية للدائرة الاتحادية وانتخب عضو مجلس نواب ولاية ايوا.